# Bihać
Bihać (en serbe cyrillique : Бихаћ) est une ville située au nord-ouest de la Bosnie-Herzégovine, dans la fédération de Bosnie-et-Herzégovine, le centre administratif du canton d'Una-Sana. Selon les premiers résultats du recensement bosnien de 2013, la ville intra muros compte 43 007 habitants et sa zone métropolitaine, appelée Grad Bihać, 61 186.
La ville est traversée par la rivière Una, « l'unique », ainsi nommée en raison de sa pureté légendaire. Bihać a reçu officiellement le statut de ville sur décision du Parlement de la fédération de Bosnie-et-Herzégovine le 24 juillet 2014.

## Géographie
La ville de Bihać, intra muros, est située dans une cuvette étroite de la rivière Una, au nord-ouest de la Bosnie-Herzégovine. À l'ouest, le massif du Plješivica, une partie des Alpes dinariques, constitue la frontière avec la Croatie.

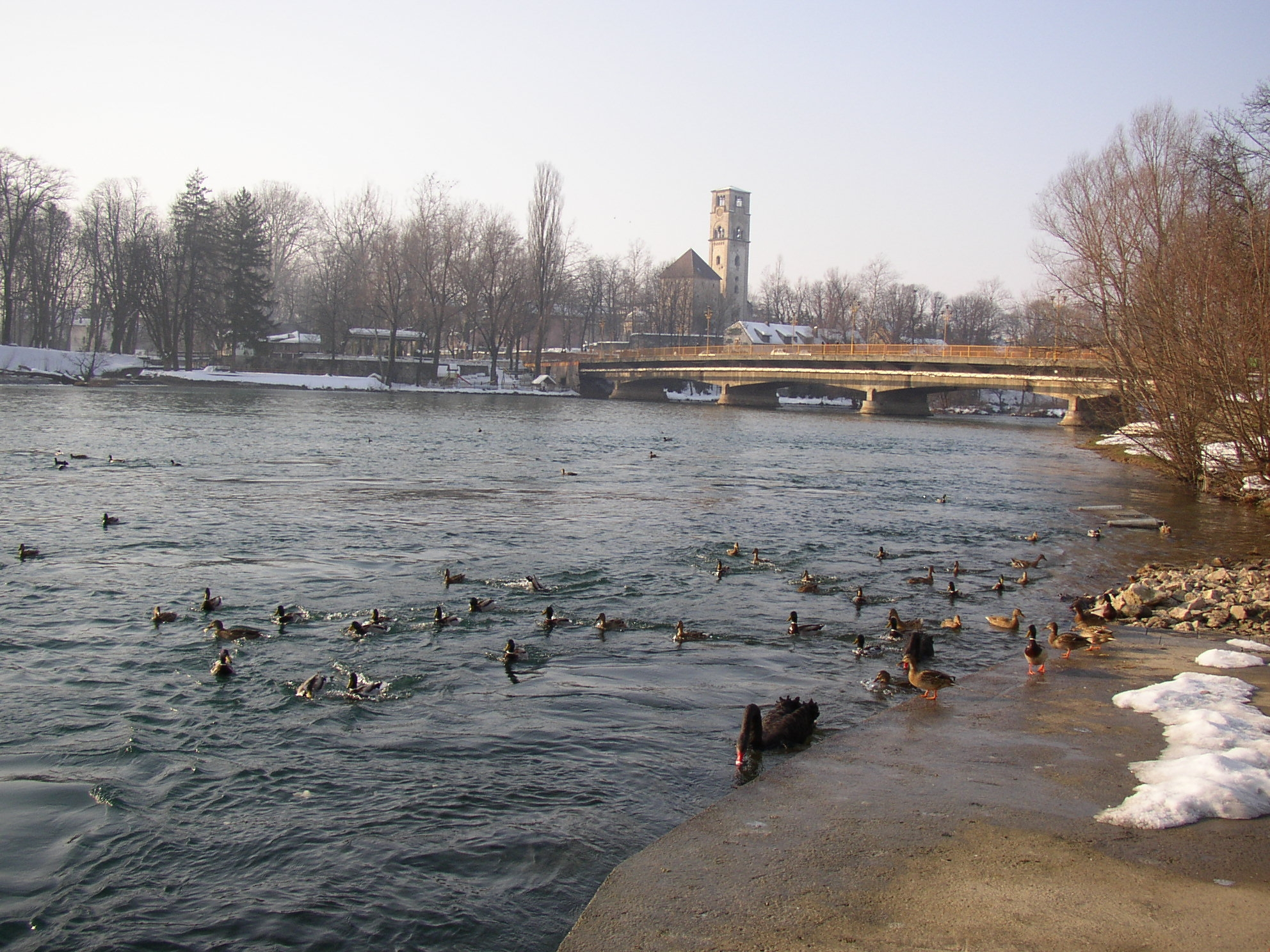
La rivière Una à Bihać.

À l'ouest, le territoire communal allongé est frontalier des municipalités de Donji Lapac et Plitvička Jezera en Croatie, au nord se trouve la municipalité de Cazin, à l'est les municipalités de Bosanska Krupa et Bosanski Petrovac et au sud la municipalité de Drvar.

## Histoire
Les plus anciennes traces d'une présence humaine dans la région remontent à l'âge du bronze. Près de la ville, un site funéraire remontant à la culture de La Tène a été découvert. Dans l'Antiquité, Raetinium (aujourd'hui Golubić à une dizaine de kilomètres de Bihać) était un lieu principal des Iapydes, l'un des peuples celtes, puis une ville romaine.
Le nom du castrum bichiciense apparaît pour la première fois l'année 1260 sur un acte de donation du roi Béla IV de Hongrie au monastère cistercien de Topusko au sud de Zagreb. Au Moyen Âge, depuis la signature de la Pacta conventa (dont l'authenticité fut contestée par certains historiens) en 1102, Bihać est une ville du royaume de Croatie uni à la Hongrie. Son nom en ancien croate signifie « le fief royal ». Le roi Béla IV fit construire une fortification urbaine ; durant le tard Moyen-Âge, Bihać fut l'une des capitales croates où le Sabor se réunissait plusieurs fois.

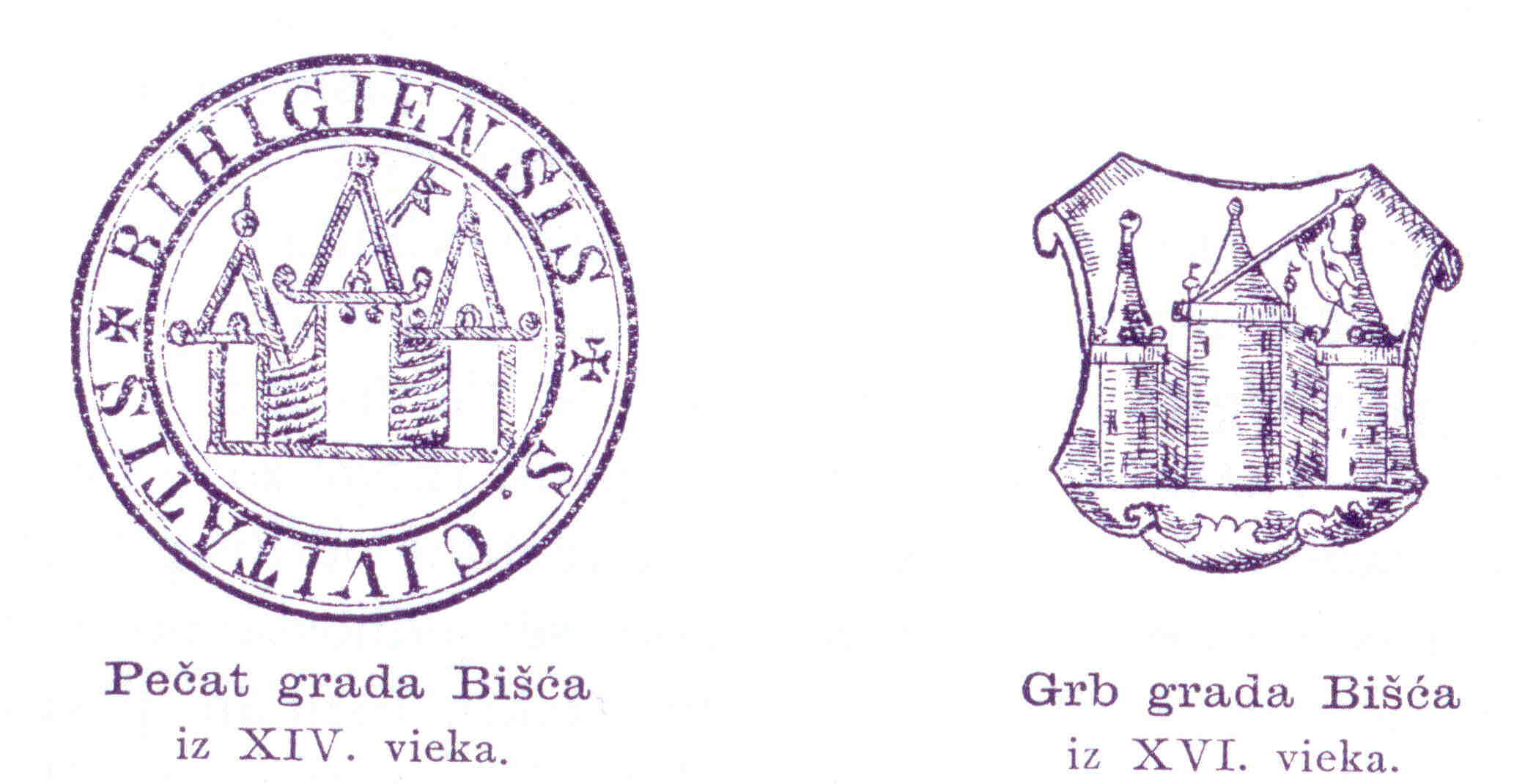
Le sceau et les armoiries municipales
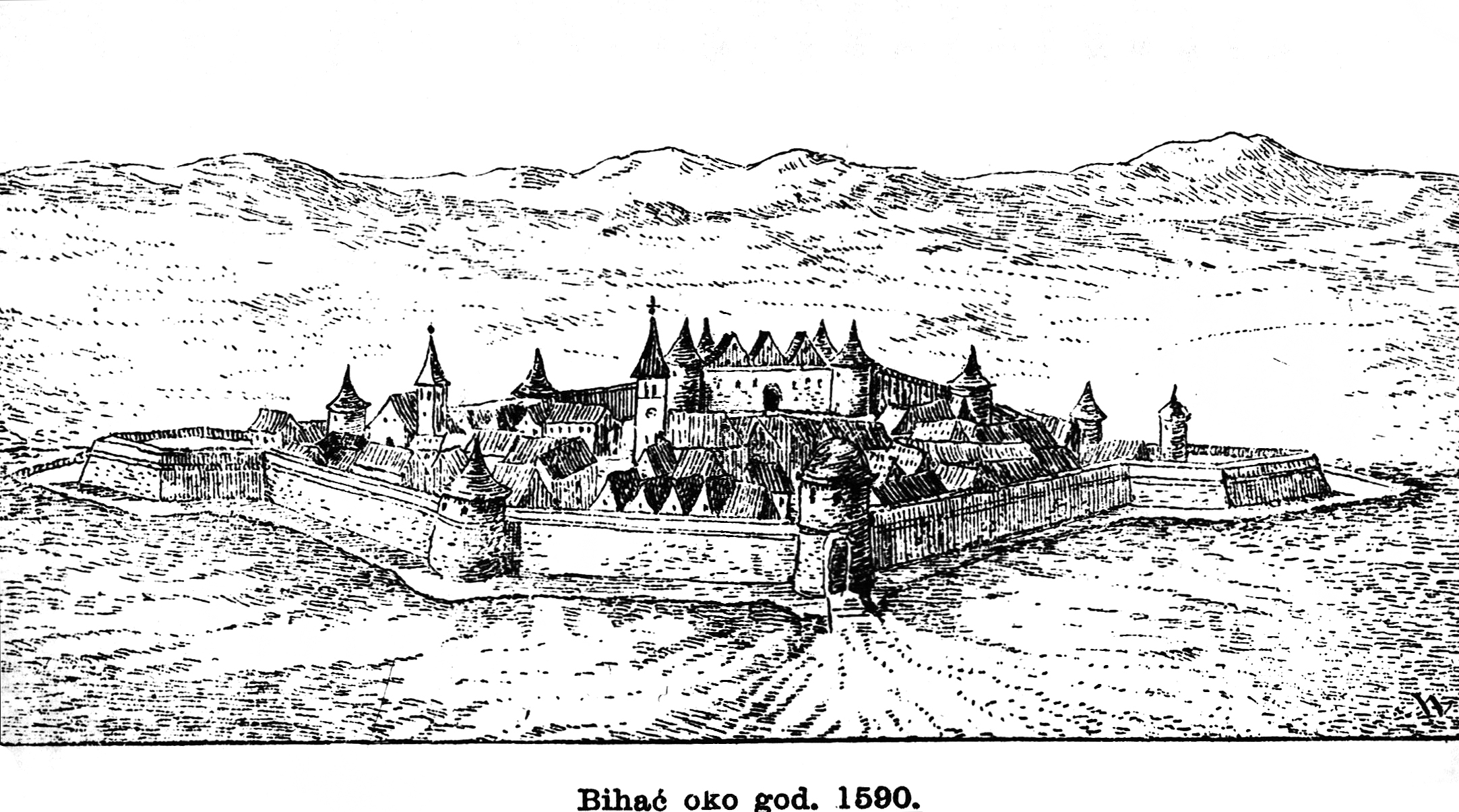
Bihać, ville forte du royaume de Croatie (1590)

À la suite de la conquête du royaume de Bosnie au sud-est et la défaite des Hongrois face aux Turcs à la bataille de Mohács en 1526, Bihać est occupée par les forces ottomanes en 1592. La ville devient une raya (marche militaire) ottomane, ultérieurement intégrée au pachalik de Bosnie (Eyalet-i Bosna) : cette domination dure presque trois siècles. Au milieu du XVIIe siècle, la ville fut le chef-lieu de l'un des huit sandjaks en Bosnie, situé près de la frontière avec la Hongrie royale et la Krajina croate, dépendant de la monarchie de Habsbourg. Malgré les attaques des Habsbourg, la forteresse ne peut être prise.
À la fin de la guerre russo-turque de 1877-1878, durant le congrès de Berlin, l'Autriche-Hongrie obtient le droit d'occuper la Bosnie-Herzégovine. La garnison de Bihać résiste aux soldats austro-hongrois pendant plus de 20 jours mais le 19 septembre 1878 la ville est conquise. Pendant cette domination qui dure jusqu'à la fin de la Première Guerre mondiale en 1918, elle connaît un grand essor urbain : plan de régulations, installations de canalisations et de l'électricité.
Après la dissolution de l'Autriche-Hongrie, dans l'entre-deux-guerres, Bihać fait partie du royaume de Yougoslavie (« royaume des Slaves du Sud »), l'un des centres administratives au sein de la banovine du Vrbas. Au cours de l'invasion de la Yougoslavie pendant la Seconde Guerre mondiale, le 13 avril 1941, elle fut assailli par les troupes de la Wehrmacht puis annexée par l'État indépendant de Croatie allié au Troisième Reich. Aujourd'hui, un haut lieu de la mémoire nationale commémorant les massacres perpétrés par les Oustachis, aménagé en 1981 selon les plans de Bogdan Bogdanović se trouve à la colline de Garavice. La ville forme le cœur de la zone de résistance des Partisans à l'occupant, connue sous le nom de la république de Bihać. Le 26 novembre 1942, le Conseil antifasciste de libération nationale de Yougoslavie (AVNOJ) y est créé. Après la guerre, la ville faisait partie de la république fédérative socialiste de Yougoslavie.
Pendant la guerre de Bosnie-Herzégovine, de 1992 à 1995, Bihać forme une enclave entourée des zones de la république serbe de Bosnie et de la république serbe de Krajina, mais restait sous le contrôle de l'armée de la république de Bosnie-Herzégovine et est circonscrite sous la forme d'une zone de protection de l'organisation des Nations unies. Néanmoins, l'arrivée des forces de Fikret Abdić apporte les batailles pour la suprématie. Au cours de l'été 1995, la situation des réfugiés et des personnes déplacées s'est aggravée jusqu'à ce que les forces armées de la république de Croatie lancèrent l'opération Tempête le 4 août reconquérant tous les territoires occupés en Croatie. Peu de semaines plus tard, l'ouest de la Bosnie était aux mains de la fédération de Bosnie-et-Herzégovine. Après la guerre, une partie de la municipalité de Drvar, elle aussi située dans la fédération de Bosnie-et-Herzégovine mais dans le canton 10, est rattachée à la municipalité de Bihać.
Dans la crise migratoire en Europe à partir de 2015, de nombreux migrants en transit restent parfois bloqués des années dans la région de Bihać avant de tenter de rejoindre les territoires associés à l'Union européenne.

## Localités

Localisation de la municipalité de Bihać en Bosnie-Herzégovine.

Le territoire de l'actuelle municipalité de Bihać compte 59 localités :
| - Bajrići - Baljevac - Bihać - Boboljusci - Bosanski Osredci - Brekovica - Bugar - Ćukovi - Doljani - Donja Gata - Dubovsko - Gorjevac | - Gornji Tiškovac - Grabež - Grmuša - Hrgar - Izačić - Jankovac - Jezero - Kalati - Klisa - Klokot - Kula - Kulen Vakuf | - Lipa - Lohovo - Lohovska Brda - Mala Peća - Mali Cvjetnić - Mali Skočaj - Malo Očijevo - Martin Brod - Međudražje - Muslići - Očigrije - Orašac | - Ostrovica - Palučci - Papari - Praščijak - Pritoka - Prnjavor - Račić - Rajinovci - Ripač - Spahići - Srbljani - Teočak | - Trubar - Turija - Velika Gata - Veliki Cvjetnić - Veliki Skočaj - Veliki Stjenjani - Veliko Očijevo - Vikići - Vrsta - Zavalje - Zlopoljac |

## Démographie

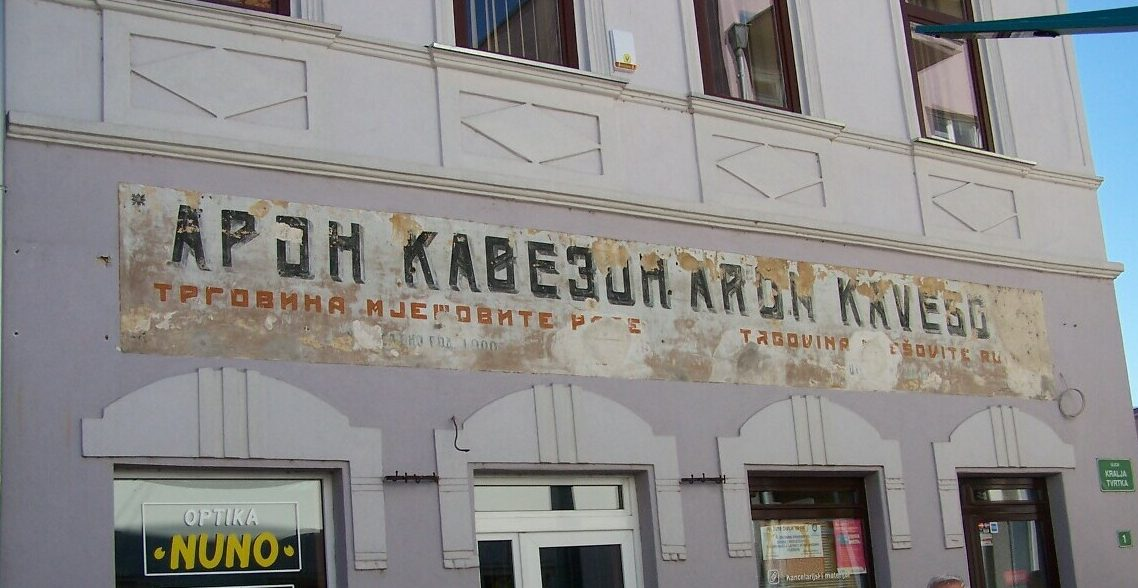
Maison avec le nom de l'ancien épicier juif Aron Kaveson, de la communauté décimée de Bihać

### Villeintra muros

#### Évolution historique de la population dans la villeintra muros
| 1948 | 1953 | 1961   | 1971   | 1981   | 1991   | 2013   |
| ---- | ---- | ------ | ------ | ------ | ------ | ------ |
| -    | -    | 15 763 | 24 060 | 29 875 | 45 553 | 43 007 |

|  |

### Ville de Bihać

#### Évolution historique de la population dans la ville de Bihać
| 1961   | 1971   | 1981   | 1991   | 2013   |
| ------ | ------ | ------ | ------ | ------ |
| 45 884 | 58 185 | 65 544 | 70 732 | 61 186 |

#### Répartition de la population par nationalité dans la ville (1991)
En 1991, sur un total de 70 732 habitants, la population se répartissait de la manière suivante, :

## Politique
À la suite des élections locales de 2012, les 30 sièges de l'assemblée municipale se répartissaient de la manière suivante :
| Parti                                                               | Sièges |
| ------------------------------------------------------------------- | ------ |
| Parti d'action démocratique (SDA)                                   | 12     |
| Parti social-démocrate (SDP)                                        | 10     |
| Parti d'activité démocratique (A-SDA)                               | 3      |
| Alliance pour un meilleur avenir de la Bosnie-Herzégovine (SBB BIH) | 2      |
| Union sociale-démocrate de Bosnie-Herzégovine (SDU)                 | 1      |
| Union démocratique croate 1990 (HDZ 1990)                           | 1      |
| Parti national du travail pour l'amélioration (NSRB)                | 1      |

Emdžad Galijašević, membre du Parti d'action démocratique (SDA), a été élu maire de la municipalité,.

## Culture
Bihać est une ville très animée en été, avec des événements tels que le festival de théâtre Bihaćko ljeto (l'été de Bihać) en juin.

## Sport
Bihać possède un club de football, le NK Jedinstvo.
En juillet, la Una Regata attire des rafteurs du monde entier qui viennent descendre la Una, en faisant des étapes dans chaque village traversé.

## Éducation
L'université de Bihać (en) a été fondée en 1997.

## Base aérienne
La base aérienne de Bihać, connue également sous le nom de Željava, était jusqu'en 1992, la plus grande base militaire de l'armée yougoslave.

## Personnalités
- Élisabeth Corvin (1496-1508), princesse hongroise, dernière héritière  de la maison royale de Hunyadi
- Christopher Corvinus (Christopher Hunyadi, 1499–1505), prince de Hongrie, dernier héritier mâle de la maison royale de Hunyadi
- Ferid Džanić (en), soldat de la Seconde Guerre mondiale (côté Axe)
- Borislav Stanković (1925-2020), ancien joueur et entraîneur de basket-ball, inscrit au Basketball Hall of Fame en 1991
- Irfan Ljubijankić (1952–1995), chirurgien, compositeur, homme politique et diplomate de Bosnie-Herzégovine
- Ekrem Čaušević (1952-), universitaire, traducteur
- Sead Lipovača (1955-), leader du groupe Divlje jagode
- Alen Islamović (1957-), chanteur, membre des groupes Divlje jagode et Bijelo dugme
- Faruk Šehić (1970-), écrivain, poète, traducteur
- Nihad Hasanović (1974-), écrivain, traducteur
- Alen Bešić (1975-), poète, critique, traducteur
- Azra Kolaković (1977–2017), chanteuse et compositrice turbo-folk
- Safet Nadarević (1980-), footballeur
- Amir Smajić (1982-), chanteur folk
- Zlatko Dedič (1984-), footballeur slovène
- Džanan Musa (1999-), basketteur
- Hamdija Lipovača, personnalité politique
- Mehmed Alajbegović, homme politique et juriste
- Saša Matić, chanteur pop
- Dejan Matić, chanteur
- Mersada Bećirspahić, ancien joueur de basket-ball
- Milan Muškatirović, joueur de water-polo, et enseignant de chimie organique

## Jumelages
- Novo mesto (Slovénie) depuis 1997
- Bondeno (Italie)